# 11 Bateria Artylerii Stałej w Gdyni
11 Bateria Artylerii Stałej w Gdyni (skr. 11 BAS) – polskie dzieło obrony wybrzeża zlokalizowane na klifowym wybrzeżu Bałtyku w Gdyni Redłowie. Jest to najlepiej zachowana polska bateria artylerii nadbrzeżnej.

## Geneza i historia
Bateria powstała na fali fortyfikowania polskiego wybrzeża po zakończeniu II wojny światowej, po dobrych doświadczeniach helskiej baterii im. H. Laskowskiego (nr 31) podczas walk obronnych we wrześniu 1939. Między 1947 a 1957 powstało na polskim wybrzeżu Bałtyku kilkanaście baterii artyleryjskich, z czego siedem w okolicy Zatoki Gdańskiej.
Do budowy 11. Baterii przystąpiono w październiku 1946. Przeniesiono wówczas do Redłowa 31. Dywizjon Artylerii Nadbrzeżnej pod dowództwem komandora Zbigniewa Przybyszewskiego (kierował on baterią helską w 1939). Podczas budowy wykorzystano doświadczenia z okresu II Rzeczypospolitej. Zrealizowano cztery dwupoziomowe stanowiska z działobitniami oraz magazynami amunicyjnymi (pod nimi), które mocno przypominały baterię Laskowskiego. Na zewnątrz umieszczono sowieckie armaty morskie B-13 kalibru 130 mm. Prace ukończono w 1948, a pierwsze strzelania próbne przeprowadzono w czerwcu tego roku (taktyczne w sierpniu). W następnych latach (do 1957) uzupełniano jeszcze infrastrukturę. Zrealizowano centralę artyleryjską, główny punkt kierowania ogniem, elektrownię, magazyny amunicyjne, wysunięte punkty obserwacyjne i inne. Baterię ubezpieczała artyleria przeciwlotnicza, sieć transzei, jak również stanowiska broni maszynowej.
W 1950 przeprowadzono reorganizację obiektu i nadano mu obecną nazwę. Od lat 60. XX wieku placówkę obsługiwało 76 żołnierzy.

## Schyłek i renowacja
W związku z postępującym rozwojem broni rakietowej oraz lotnictwa sens funkcjonowania tego rodzaju dzieł obronnych malał. Jednostkę rozformowano w marcu 1974. Stanowiska po tym czasie były dostępne dla każdego, ale nie zostały zdewastowane. W latach 80. XX wieku stanowisko nr 2 osunęło się z przyczyn naturalnych i osiadło na klifowym brzegu.
W latach 2006–2009 przeprowadzono częściową renowację obiektów, m.in. dzięki inicjatywom Stowarzyszenia Ochrony Fortyfikacji Reduta, Pomorskiego Forum Eksploracyjnego, Rady Dzielnicy Redłowo, Urzędu Miasta Gdynia oraz Marynarki Wojennej RP. Są one dostępne dla zwiedzających.